# 九年
九年（本名王标，1975年—）是中国大陆的男编剧。多数都以神话剧的编剧为主。其中3部剧作已经拿下CCTV-8的两个收视率冠军。1975年文革后期出生于安徽太和，1997年正式毕业于中国科技经营管理大学影视艺术系专业，毕业后九年一直从事影视剧作的创作工作，还参与了多个大型电视栏目的策划与制作，并编导了多部纪录片。2002年正式开始神话电视剧剧本的创作，2005年首次发表了处女作《宝莲灯》，随后连同《魔幻手机》、《宝莲灯前传》被中央电视台买断，全部成为央视的独播电视剧，收视率稳居CCTV-8第一位。《宝莲灯》并夺得了亚洲电视大奖最佳电视剧奖。之后所发表的剧本也全都被央视收购，每部剧作都成功的保证了央视的高收视率，被称之为“收视之王”。
九年对《仙女湖之墨仙》的剧本信心满满，声称如果收视率进不了央视前三名，他将全额退还制片方稿费。

## 作品一览

### 电视剧
- 2005年 宝莲灯
- 2008年 魔幻手机
- 2009年 宝莲灯前传
- 2011年 仙女湖之墨仙
- 2012年 箭在弦上
- 2013年 迫在眉睫
- 2014年 魔幻手机2傻妞归来

### 话剧
- 考验

### 影视小说
- 《魔幻手机》（2008年7月1日出版 江苏人民出版社） ISBN 978-7-2140-5166-0
- 《宝莲灯前传》（2009年6月1日出版 新世界出版社） ISBN 978-7-5104-0340-8
- 《宝莲灯》（2009年10月1日出版 新世界出版社） ISBN 978-7-5104-0560-0